# Robert Anthony Buell
Robert Anthony Buell (10 de septiembre de 1940 – 24 de septiembre de 2002) fue un empleado del departamento de planificación de Akron, Ohio, arrestado y condenado por el asesinato de la niña de 11 años Krista Lea Harrison, ocurrido el 17 de julio de 1982. Ha sido relacionado con otros dos asesinatos, pero solo fue condenado por el asesinato de Krista Harrison.por ser el unico caso con pruebas
Buell fue ejecutado por inyección letal el 24 de septiembre de 2002.

## Crímenes
El 17 de julio de 1982, Krista Harrison, de 11 años, se encontraba recogiendo latas en un parque de Marshallville, población ubicada en el condado de Wayne, Ohio. Otro niño observó como un hombre veinteañero introducía a Krista en una furgoneta y abandonaba el lugar. Tras una intensa busca, el cuerpo de Harrison fue encontrado seis días después del secuestro. Ella había sido agredida sexualmente y estrangulada. El crimen permaneció sin resolver durante dos años. Se cree que otras dos menores fueron víctimas de Buell: Tina Marie Harmon, de 12 años, asesinada en 1981 y Debora Kaye Smith, de 10 años, asesinada en 1983. Otro hombre fue condenado por el asesinato de Harmon, pero después fue liberado. Aunque evidencias presentes en las tres víctimas vinculaban a Buell con los tres casos, solo fue acusado del asesinato de una de las niñas. Ha sido desde entonces vinculado con el asesinato de Tina Harmon gracias al ADN encontrado en las prendas de la víctima. Buell fue también un violador en serie. 

## Arresto
En 1984, Buell secuestró a una mujer en una gasolinera, afeitó la cabeza de su víctima, y la dejó esposada a una cama. Durante 12 horas la torturó aplicándole descargas eléctricas y la violó. Ella consiguió escapar y pedir ayuda, Buell fue arrestado posteriormente.

## Juicio
Las pruebas en su contra incluyeron fibras encontradas en el cuerpo de Harrison, similares a las presentes en una furgoneta de Buell. Fue condenado a muerte por el asesinato de Krista Harrison.

## Ejecución
Buell negó antes de su ejecución ser el autor del asesinato de Harrison, afirmó que el asesino seguiría libre y matando una y otra vez. Buell fue ejecutado por inyección letal por el Estado de Ohio el 24 de septiembre de 2002. Su sencilla última cena consistió en una aceituna negra. Se encuentra enterrado en el cementerio del correccional de Chillicothe (Chillicothe Correctional Institution), centro penitenciario estatal ubicado en el condado de Ross.

## Investigación posterior
Años después de su ejecución, un test de ADN confirmó que Robert Buell estuvo implicado en el asesinato de Tina Harmon.

## Buell en los medios
El caso del asesinato de Krista Harrison aparece en la quinta temporada de la serie de televisión de estilo documental Forensic Files (titulada en España "Crímenes imperfectos" y "Detectives médicos" en Latinoamérica), en el episodio titulado "Material Evidence". El episodio se produjo antes de la ejecución de Robert Buell y de que Buell fuera vinculado a la muerte de Tina Harmon.